# Iacra petiti
Iacra petiti is een tweekleppigensoort uit de familie van de Semelidae. De wetenschappelijke naam van de soort is voor het eerst geldig gepubliceerd in 1923 door Dautzenberg.